# 프리즌 이스케이프
《프리즌 이스케이프》(영어: Escape from Pretoria)는 2020년 개봉한 오스트레일리아-영국 합작 범죄 스릴러 영화로, 실제 남아공의 천재 탈옥범으로 알려져 있는 팀 젠킨의 실화를 바탕으로 한 작품이다. 프랜시스 애넌 감독이 연출하고, 젠킨의 자서전 《인사이드 아웃: 프리토리아 감옥으로부터의 탈출》을 바탕으로 한다. 대니얼 래드클리프, 대니얼 웨버, 이언 하트, 마크 레너드 윈터가 출연한다.

## 줄거리
인권 운동을 하던 2명의 친구가 무자비한 판결로 투옥된 후, 자유를 위해 나무로 열쇠를 만들어 15개의 강철 문을 뚫고 탈출을 계획하는 이야기를 담은 탈옥 실화 스릴러.

## 출연진
- 대니얼 래드클리프 - 팀 젠킨
- 대니얼 웨버 - 스티븐 리
- 이언 하트 - 데니스 골드버그
- 마크 레너드 윈터 - 레너드 폰테인
- 네이선 페이지 - 멍고
- 스티븐 헌터 - 피터 젠킨
- 라티조 맘보 - 데프니
- 지네트 크로닌 - 메리 젠킨스
- 그랜트 파이로 - 슈네플 대장
- 애덤 오비디아 - 밴 제이들호프
- 아담 투오미넨 - 제러미 크로닌

원작자인 팀 젠킨이 죄수 역으로 카메오 출연했다.